# شعبان عبد العزيز خليفة
شعبان عبد العزيز خليفة (29 سبتمبر 1941 - 29 يونيو 2019) هو كاتب وأستاذ جامعي مصري.  

## حياته ونشأته
ولد شعبان عبد العزيز خليفة يوم الاثنين 8 رمضان 1360هـ الموافق 29 سبتمبر 1941م، حصل على شهادة ليسانس آداب، من تخصص مكتبات ووثائق من  كلية الآداب في جامعة القاهرة عام 1963. ثم على شهادة ماجستير عام 1966. ثم على دكتوراه عام 1972م من الكلية نفسها.

## عمله ووظائفه
- أستاذ في كلية الآداب، جامعة القاهرة، ورئيس الجمعية المصرية للمكتبات والمعلومات، عضو لجنة الكتاب والنشر التابعة لوزارة الثقافة المصرية.[2]

- أستاذ ورئيس قسم - جامعة القاهرة، كلية الآداب، قسم المكتبات، 1994 - 2000.[1]
- أستاذ - جامعة القاهرة، كلية الآداب، قسم المكتبات، 1984.
- أستاذ مساعد - جامعة القاهرة، كلية الآداب، قسم المكتبات، 1978.
- مدرس - جامعة القاهرة، كلية الآداب، قسم المكتبات، 1972.
- مدرس مساعد - جامعة القاهرة، كلية الآداب، قسم المكتبات، 1966.
- معيد - جامعة القاهرة، كلية الآداب، قسم المكتبات، 1967.
- رئيس قسم المكتبات والمعلومات - جامعة الملك عبد العزيز، 1976- 1978.[1]
- رئيس قسم المكتبات والمعلومات - جامعة قطر، 1986 - 1992.
- رئيس قسم المكتبات والوثائق - جامعة طنطا، 1992 - 1994.
- رئيس قسم المكتبات والوثائق والمعلومات – جامعة القاهرة، 1994 - 2000.
- رئيس قسم المكتبات والمعلومات - جامعة أسيوط، 1996 - 2003.
- رئيس قسم المكتبات والمعلومات - جامعة الزقازيق- بنها (جامعة بنها حالياً)، 1999 - 2006.
- رئيس قسم المكتبات والمعلومات - جامعة القاهرة- فرع بني سويف، 1998 - 2002.
- رئيس قسم المكتبات والمعلومات - جامعة عين شمس، 2000 - 2003.
- رئيس قسم المكتبات والمعلومات - جامعة أسيوط فرع الوادي الجديد 2014.
- عضو مجلس كلية الآداب جامعة الفيوم 2014 - 2015.

## الخبرات المهنية
- التدريس بجامعات مصر وجامعة الملك عبد العزيز وجامعة الإمام محمد بن سعود الإسلامية وجامعة قطر وجامعة السلطان قابوس بسلطنة عمان.[1]
- إعداد أدوات العمل في المكتبات ومراكز المعلومات.
- تقديم الاستشارات محلياً وعربياً وعالمياً.
- مستشار جامعة القاهرة للطباعة والنشر(1972 - 1976).
- سكرتير الندوة الدولية لحرب أكتوبر- جامعة القاهرة 1975.
- منسق العلاقات المصرية البريطانية للمكتبات والمعلومات 1980 - 1985.

## المشروعات
- مشروع ترجمة وتعريب خطة تصنيف ديوي العشري: الطبعة 21، 1999.[1]
- جديد إصدارات الناشرين العرب / اتحاد الناشرين العرب، 1997-1999.
- تطوير التعليم الجامعي في مصر / المجلس الأعلى للجامعات، 1999.
- جديد إصدارات الناشرين المصريين / اتحاد الناشرين المصريين، 1997-1998.
- مرصد بيانات المعلومات البيئية في مصر/ مجلس الوزراء، جهاز شئون البيئة، 1995.
- دليل الناشرين في الوطن العربي / الأليكسو، 1994.
- دليل الرسائل الجامعية التي أجازتها الجامعات المصرية؛ 1922-1975 / مركز الأهرام للتنظيم والميكروفيلم، 1977.
- دليل المطبوعات المصرية؛ 1940 - 1956؛ بالاشتراك مع أحمد محمد منصور، محمد فتحي عبد الهادي، زينب عوض الله / الجامعة الأمريكية بالقاهرة، 1975.
- الكشاف التحليلي للصحف والمجلات العربية / لجنة الفهارس؛ إشراف السيد محمود الشنيطي، 1962 - 1967.

## عضويات
- الجمعية المصرية للمكتبات والمعلومات (رئيس مجلس الإدارة منذ 1994 - 2019).[1]
- اتحاد المكتبات الأمريكية منذ 1992 - 2019.
- الاتحاد العربي للمكتبات والمعلومات (إعلم): الرئيس الفخري للاتحاد.
- الاتحاد الدولي لجمعيات المكتبات ومؤسساتها (IFLA).
- عضو مجلس إدارة دار الكتب المصرية 1994 - 2002.
- عضو مجلس إدارة المكتبة الوطنية الزراعية المصرية 1994 - 2019.
- عضو مجلس إدارة مكتبة القاهرة الكبرى 1994 - 2019.[1]
- مستشار دار المعارف بمصر 1998 - 2002.
- مقرر لجنة الكتاب والنشر بالمجلس الأعلى للثقافة - مصر 1997 - 2019.[3]

## الجوائز والشهادات
- درع جامعة قطر 1992.[1]
- درع جامعة الكويت عام 1995.
- التكريم العربي (الاتحاد العربي للمكتبات والمعلومات - المنظمة العربية للتربية والثقافة والعلوم – المعهد الأعلى للتوثيق بتونس) 1999 (مع كتاب تكريمي) .
- التكريم الدولي (صالون الشهرة الدولي للرواد International Hall of Fame) القاهرة 2000.
- تكريم جامعة المنوفية عام 2000.
- الميدالية الفضية لافتتاح مكتبة الإسكندرية 2002.
- تكريم جامعة الملك عبد العزيز عام 2003.
- تكريم المجلس الأعلى للثقافة عام 2005.
- تكريم جامعة القاهرة عام 2005.
- تكريم الاتحاد العربي للمكتبات والمعلومات - جدة 2007.
- تكريم جامعة ويسكونسن بالولايات المتحدة الأمريكية 2014.
- تكريم جامعة بنها - كلية الآداب 2014.
- تكريم الاتحاد العربي للمكتبات والمعلومات (اعلم) 2014 بتونس لأفضل مشروع بحثي للعام عن (دائرة المعارف العربية للمكتبات والمعلومات).
- درع وتكريم جامعة الزقازيق 2014.
- درع وميدالية وتكريم الجمعية المصرية للمكتبات والمعلومات 2014.
- درع وتكريم جامعة أسيوط - كلية الآداب 2014.
- جائزة وتكريم جامعة الأميرة نورة بنت عبد الرحمن بالرياض 2014.[3]

## المؤلفات
| الكتاب | اللغة   | عدد الصفحات | الناشر                       | تاريخ الأصدار  | الترقيم الدولي       | مرجع   |
| --- | ------- | ----------- | ---------------------------- | -------------- | -------------------- | ------ |
| نظريات التحليل الموضوعى وتطبيقات للمكتبات ومراكز المعلومات وقواعد البيانات                                       | العربية |             | دار الثقافة العلمية          |                |                      | [ 4 ]  |
| اوراق الربيع في المكتبات والمعلومات                                                                              | العربية | 216         | دار العربي                   | 1938           |                      | [ 5 ]  |
| المواد غير المطبوعة في المكتبات ومراكز المعلومات - دراسة في التاريخ والنشر والتزويد والإعداد الفني والخدمات      | العربية | 504         | دار الثقافة العلمية          | 2007           |                      | [ 6 ]  |
| تصنيف الشارحة: الكولون "دراسة تأصيلية تنظيرية وتطبيقات عملية براجماتية"                                          | العربية | 510         | دار الثقافة العلمية          | 2016           |                      | [ 7 ]  |
| عالم المعلومات والكتب والمكتبات الجزء التاسع                                                                     | العربية |             | دار الشروق                   | 30 ديسمبر 1998 |                      | [ 8 ]  |
| عالم المعلومات والكتب والنشر الجزء العاشر                                                                        | العربية | 285         | دار الشروق                   | 2004           |                      | [ 9 ]  |
| التصانيف المكتبية الأربعة المتنحية " التصنيف المتوسع - التصنيف الموضوعى - التصنيف الببليوجرافى - التصنيف الدولى" | العربية | 489         | دار الثقافة العلمية          | 2017           |                      | [ 10 ] |
| قائمة رؤوس الموضوعات العربية القياسية للمكتبات ومراكز المعلومات وقواعد البيانات                                  | العربية | 2166        | دار الشروق                   | 2002           |                      | [ 11 ] |
| التبصرات في علم الببليوجرافيا بين النظريات والتطبيقات                                                            | العربية | 342         | دار الثقافة العلمية          | 2007           |                      | [ 12 ] |
| الكتب والمكتبات عند اليهود (الكتاب الأول)                                                                        | العربية | 365         | مركز الكتاب للنشر            | 05 مارس 2014   | (ردمك 9789772945221) | [ 13 ] |
| جديد إصدرات الناشرين العرب                                                                                       | العربية | 716         | الاتحاد العام للناشرين العرب | 1999           |                      | [ 14 ] |
| مكتبة الإسكندرية القديمة ومشروع احيائها في الوقت الحاضر                                                          | العربية | 272         | الدار المصرية اللبنانية      | 2003           | (ردمك 977270742)     | [ 15 ] |
| المحاورات في مناهج البحث في علم المكتبات والمعلومات                                                              | العربية | 368         | الدار المصرية اللبنانية      | 1998           | (ردمك 9772703270)    | [ 16 ] |
| نهر العمر ودهره: قصة حياة                                                                                        | العربية | 432         | الهيئة المصرية العامة للكتاب | 24 أغسطس 2015  | (ردمك 9789779102832) | [ 17 ] |
| التربية المكتبية لتلاميذ المدرسة الإبتدائية : دليل المعلم                                                        | العربية | 132         | الدار المصرية اللبنانية      | 1996           |                      | [ 18 ] |
| الاتجاهات الحديثة في المكتبات والمعلومات - العدد الثاني                                                          | العربية | 292         | المكتبة الأكاديمية           |                |                      | [ 19 ] |
| الاتجاهات الحديثة في المكتبات والمعلومات - العدد الرابع                                                          | العربية | 295         | المكتبة الأكاديمية           |                |                      | [ 20 ] |
| الاتجاهات الحديثة في المكتبات والمعلومات - العدد السادس                                                          | العربية | 307         | المكتبة الأكاديمية           |                |                      | [ 21 ] |
| الاتجاهات الحديثة في المكتبات والمعلومات - العدد العاشر                                                          | العربية |             | المكتبة الأكاديمية           |                |                      | [ 22 ] |
| المحاورات في مناهج البحث في علم المكتبات والمعلومات                                                              | العربية |             |                              | 2010           |                      | [ 23 ] |
| تشريعات الكتب والمكتبات والمعلومات في مصر                                                                        | العربية |             |                              | 1997           |                      | [ 24 ] |
| العلاج بالقراءة أو الببليوثيرابيا                                                                                | العربية | 256         | الدار المصرية اللبنانية      | 2000           |                      | [ 25 ] |
| الكتب والمكتبات في العصور الحديثة: المكتبات في الغرب المتألق (الجزء الأول)                                       | العربية |             |                              | 2002           |                      | [ 26 ] |
| الكتب والمكتبات في العصور الحديثة: المكتبات في الغرب المتألق (الجزء الثاني)                                      | العربية |             |                              | 2002           |                      | [ 27 ] |
| دائرة المعارف العربية في علوم الكتب والمكتبات (الجزء السادس)                                                     | العربية | 632         | الدار المصرية اللبنانية      | 2003           | (ردمك 9772708191)    | [ 28 ] |
| دائرة المعارف العربية في علوم الكتب والمكتبات (الجزء السابع)                                                     | العربية | 632         | الدار المصرية اللبنانية      | 2003           | (ردمك 9772708205)    | [ 29 ] |
| دائرة المعارف العربية في علوم الكتب والمكتبات (الجزء الثامن)                                                     | العربية |             | الدار المصرية اللبنانية      | 2005           |                      | [ 30 ] |
| دائرة المعارف العربية في علوم الكتب والمكتبات (الجزء التاسع)                                                     | العربية | 640         | الدار المصرية اللبنانية      | 2005           | (ردمك 9772708795)    | [ 31 ] |
| دائرة المعارف العربية في علوم الكتب والمكتبات (الجزء العاشر)                                                     | العربية | 644         | الدار المصرية اللبنانية      | 2005           | (ردمك 977270889)     | [ 32 ] |
| دائرة المعارف العربية في علوم الكتب والمكتبات الجزء (الثاني عشر)                                                 | العربية |             |                              | 2008           |                      | [ 33 ] |
| دائرة المعارف العربية في علوم الكتب والمكتبات (الجزء الرابع عشر)                                                 | العربية |             |                              | 2009           |                      | [ 34 ] |
| دائرة المعارف العربية في علوم الكتب والمكتبات (الجزء الثامن عشر)                                                 | العربية |             |                              | 2011           |                      | [ 35 ] |
| دائرة المعارف العربية في علوم الكتب والمكتبات (الجزء التاسع عشر)                                                 | العربية |             |                              | 2013           |                      | [ 36 ] |
| الببليوجرافيا، أو علم الكتاب : النظرية الخاصة                                                                    | العربية |             |                              | 1997           |                      | [ 37 ] |
| الببليوجرافيا، أو علم الكتاب - النظرية العامة                                                                    | العربية |             |                              | 2004           |                      | [ 38 ] |

## وفاته
توفي شعبان عبد العزيز خليفة يوم السبت 26 شوال 1440 هـ الموافق 29 يونيو 2019م.